# Liste der Bodendenkmäler in Ebensfeld
Auf dieser Seite sind die Bodendenkmäler in dem oberfränkischen Markt Ebensfeld zusammengestellt. Diese Tabelle ist eine Teilliste der Liste der Bodendenkmäler in Bayern. Grundlage ist die Bayerische Denkmalliste, die auf Basis des Bayerischen Denkmalschutzgesetzes vom 1. Oktober 1973 erstmals erstellt wurde und seither durch das Bayerische Landesamt für Denkmalpflege geführt wird. Die folgenden Angaben ersetzen nicht die rechtsverbindliche Auskunft der Denkmalschutzbehörde.

## Bodendenkmäler in Ebensfeld
| Lage       | Objekt                                                                                              | Akten-Nr.     | Bild |
| ---------- | --------------------------------------------------------------------------------------------------- | ------------- | ---- |
| (Standort) | Freilandstation des Paläolithikums, Siedlung der Linearbandkeramik, der Latènezeit                  | D-4-5831-0062 |      |
| (Standort) | Neuzeitliche Schanzanlage, Anfang 19. Jahrhundert.                                                  | D-4-5831-0066 |      |
| (Standort) | Siedlung der Linearbandkeramik.                                                                     | D-4-5831-0079 |      |
| (Standort) | Siedlung des Neolithikums.                                                                          | D-4-5831-0082 |      |
| (Standort) | Archäologische Befunde im Bereich der frühneuzeitlichen Kath. Kuratiekirche                         | D-4-5831-0150 |      |
| (Standort) | Mittelalterlicher Turmhügel.                                                                        | D-4-5931-0014 |      |
| (Standort) | Mittelalterlicher Turmhügel.                                                                        | D-4-5931-0016 |      |
| (Standort) | Karolingisch-ottonisches Reihengräberfeld.                                                          | D-4-5931-0022 |      |
| (Standort) | Mittelalterlicher Turmhügel.                                                                        | D-4-5931-0026 |      |
| (Standort) | Bestattungsplatz mit Grabhügeln vorgeschichtlicher Zeitstellung.                                    | D-4-5931-0028 |      |
| (Standort) | Freilandstation des Mesolithikums und Siedlung der römischen Kaiserzeit und des frühen Mittelalters | D-4-5931-0090 |      |
| (Standort) | Siedlung des Alt- bis Mittelneolithikums.                                                           | D-4-5931-0093 |      |
| (Standort) | Siedlung der Linearbandkeramik und des Jungneolithikums.                                            | D-4-5931-0102 |      |
| (Standort) | Siedlung der Linearbandkeramik, des Jung- bis Endneolithikums, der jüngeren Latènezeit              | D-4-5931-0103 |      |
| (Standort) | Freilandstation des Mesolithikums sowie Siedlung des Neolithikums und der                           | D-4-5931-0108 |      |
| (Standort) | Siedlung vorgeschichtlicher Zeitstellung und des frühen Mittelalters.                               | D-4-5931-0116 |      |
| (Standort) | Siedlung der Urnenfelderzeit, der römischen Kaiserzeit und des frühen Mittelalters.                 | D-4-5931-0119 |      |
| (Standort) | Siedlung des Alt- bis Mittelneolithikums und des Jungneolithikums.                                  | D-4-5931-0120 |      |
| (Standort) | Siedlung der jüngeren Latènezeit.                                                                   | D-4-5931-0123 |      |
| (Standort) | Siedlung des Neolithikums.                                                                          | D-4-5931-0124 |      |
| (Standort) | Archäologische Befunde im Bereich der frühneuzeitlichen Kath. Pfarrkirche St. Martin                | D-4-5931-0125 |      |
| (Standort) | Neuzeitliche Schanzanlage, Anfang 19. Jahrhundert.                                                  | D-4-5931-0126 |      |
| (Standort) | Neuzeitliche Schanzanlage, Anfang 19. Jahrhundert.                                                  | D-4-5931-0127 |      |
| (Standort) | Siedlung des Neolithikums.                                                                          | D-4-5931-0129 |      |
| (Standort) | Freilandstation des Mesolithikums sowie Siedlung des frühen Mittelalters.                           | D-4-5931-0131 |      |
| (Standort) | Archäologische Befunde im Bereich der frühneuzeitlichen, über älteren Vorgängerbauten               | D-4-5931-0181 |      |
| (Standort) | Untertägige Bauteile der frühneuzeitlichen Kath. Filialkirche St. Laurentius von Oberbrunn.         | D-4-5931-0189 |      |
| (Standort) | Archäologische Befunde im Bereich der frühneuzeitlichen Kath. Pfarr- und Wallfahrtskirche           | D-4-5931-0191 |      |
| (Standort) | Bestattungsplatz mit Grabhügel vorgeschichtlicher Zeitstellung.                                     | D-4-5932-0090 |      |
| (Standort) | Bestattungsplatz mit Grabhügeln vorgeschichtlicher Zeitstellung.                                    | D-4-5932-0094 |      |
| (Standort) | Bestattungsplatz mit Grabhügeln vorgeschichtlicher Zeitstellung                                     | D-4-5932-0095 |      |
| (Standort) | Bestattungsplatz mit Grabhügeln vorgeschichtlicher Zeitstellung mit Bestattungen                    | D-4-5932-0101 |      |
| (Standort) | Bestattungsplatz mit Grabhügeln vorgeschichtlicher Zeitstellung.                                    | D-4-5932-0103 |      |
| (Standort) | Bestattungsplatz mit Grabhügeln vorgeschichtlicher Zeitstellung mit Bestattungen                    | D-4-5932-0104 |      |
| (Standort) | Frühmittelalterliche Ringwallanlage und Abschnittsbefestigung „Possenberg“.                         | D-4-5932-0106 |      |
| (Standort) | Siedlung des frühen Mittelalters.                                                                   | D-4-5932-0107 |      |
| (Standort) | Höhensiedlung „Ansberg“ vor- und frühgeschichtlicher Zeitstellung, Burgstall und Wüstung            | D-4-5932-0109 |      |
| (Standort) | Freilandstation des Mesolithikums und Siedlung des Neolithikums.                                    | D-4-5932-0224 |      |
| (Standort) | Siedlung der Urnenfelderzeit und der jüngeren Latènezeit.                                           | D-4-5932-0225 |      |
| (Standort) | Höhensiedlung mit Abschnittsbefestigung vor- und frühgeschichtlicher Zeit                           | D-4-5932-0233 |      |
| (Standort) | Bestattungsplatz mit Grabhügel vorgeschichtlicher Zeitstellung.                                     | D-4-5932-0256 |      |
| (Standort) | Bestattungsplatz mit Grabhügeln vorgeschichtlicher Zeitstellung.                                    | D-4-5932-0257 |      |
| (Standort) | Bestattungsplatz mit teils verebneten Grabhügeln vorgeschichtlicher Zeitstellung                    | D-4-5932-0259 |      |
| (Standort) | Siedlung des Endneolithikums und der römischen Kaiserzeit.                                          | D-4-5932-0264 |      |
| (Standort) | Freilandstation des Mesolithikums und Siedlung der Bronzezeit und der Urnenfelderzeit.              | D-4-5932-0273 |      |
| (Standort) | Archäologische Befunde im Bereich der frühneuzeitlichen Kath. Pfarrkirche St. Wolfgang              | D-4-5932-0275 |      |
| (Standort) | Archäologische Befunde im Bereich der spätneuzeitlichen Kath. Filialkirche St. Katharina            | D-4-5932-0278 |      |